# تیم ملی هندبال هند
تیم ملی هندبال هند نمایندهٔ کشور هند در مسابقات بین‌المللی ورزش هندبال است.